# They Don't Care About Us
They Don't Care About Us är en hit av amerikanska sångaren Michael Jackson från dennes HIStory-album. Låten släpptes i april 1996 i Storbritannien och i juni 1996 i USA, då hade det i USA nästan gått ett år sedan förra singeln You Are Not Alone som släpptes i augusti 1995. Den stora bristen på singlar var ifrågasatt, framför allt då albumet i USA inte kunde stödjas av turnén HIStory World Tour som aldrig kom till USA.
They Don't Care About Us mötte också stort motstånd eftersom många ansåg att raden "Jew me sue me everybody do me kick me kike me don't you black or white me" var antisemitisk. Jackson tillbakavisade anklagelserna och menade att han pratade om sig själv som offret. HIStory-albumet drogs dock tillbaka och en ny version där orden "Jew" och "Kike" var utbytta mot "Do" och "Hike". Liksom Scream innehöll låten också svordomar i slutet. Jackson sjunger "Don't you sit back, that's fucking stupid". Detta byttes i den nya versionen ut mot "Don't you sit back and watch defeated"

## Låtlista

### Storbritannien Version 1
1. They Don't Care About Us (LP edit) 4:10
2. They Don't Care About Us (Love to Infinity's Walk in the Park mix) 7:18
3. They Don't Care About Us (Love to Infinity's Classic Paradise mix) 7:55
4. They Don't Care About Us (Love to Infinity's Anthem of Love mix) 7:46
5. They Don't Care About Us (Love to Infinity's Hacienda mix) 7:10
6. They Don't Care About Us (Dallas Austin main mix) 5:20

### Storbritannien Version 2
1. They Don't Care About Us (Single edit) 4:43
2. They Don't Care About Us (Track Master's remix) 4:07
3. They Don't Care About Us (Charles' full joint remix) 4:56
4. Beat It (Moby's sub mix) 6:11

### USA Version 1
1. They Don't Care About Us (Single Version) 4:43
2. Rock With You (Frankie's favorite club mix radio edit) 3:47
3. Earth Song (Hani's radio experience) 3:33
4. Wanna Be Startin' Something (Brothers in rhythm house mix) 7:40

### USA Version 2
1. They Don't Really Care About Us (Unedited Album Version) 4.43
2. They Don't Really Care About Us (Charles' Full Joint Remix) 4.56
3. They Don't Really Care About Us (Dallas Main Mix) 5.06
4. They Don't Really Care About Us (Love to Infinity's Walk in the Park Mix) 7.18
5. They Don't Really Care About Us (Love to Infinity's Classic Paradise Mix) 7.55
6. They Don't Really Care About Us (Track Master's Radio Edit) 3.58
7. Rock With You (Frankie's Favourite Club Mix) 3.47
8. Earth Song (Hani's Club Experience) 7.55

## Musikvideon
Musikvideon till They Don't Care About Us spelades ursprungligen in i fängelsemiljö, där även scener med fångvaktare som misshandlar svarta ingår. De stora nyhetskanalerna ville inte visa videon, eftersom den innehöll spekulativa våldsscener. Numera visas denna version sällan och ingen av de på DVD utgivna versionerna är fängelseversionen. Den andra versionen spelades in i Brasilien, där Jackson dansar på gatorna tillsammans med sina fans. I videon syns också den brasilianska gruppen Olodum.

## Liveframträdanden
- Låten framfördes under alla konserter under HIStory World Tour dels som låt nummer 2 efter Scream och dels instrumentalt mot slutet strax innan History